# Лав Аргир (9. век)
Лав Аргир ( грч. Λέων Ἀργυρός  Λεων  ) је био византијски аристократа и генерал средином 9. века и оснивач племићке породице Аргир .

## Живот
Лав Аргир је први посведочени члан и родоначелник породице Аргир,  иако се на основу ономастике породице сугерише да потиче од извесног патрикија Маријана и његовог сина Евстатија, активног око. 741. 
Лав Аргир је пореклом из области Харсијанона и служио је као обилазак под царем Михаилом III (владао 842–867). Учествовао је у погрому 843. над павлићанима, а истакао се у пограничним ратовима против Арапа и њихових павлићанских савезника.  Основао је и манастир Свете Јелисавете у свом родном Харсијанону, где је вероватно и сахрањен.  Имао је најмање једног сина, генерала Еустатија Аргира . 